# الوطنية السوفيتية

علم الاتحاد السوفيتي.

تعني الوطنية السوفيتية الوطنية الاشتراكية التي تتضمن في داخلها تعلق شعب الاتحاد السوفيتي الثقافي والعاطفي بالاتحاد السوفيتي، والنظر إليه باعتباره وطنهم. يشار إلى الوطنية السويفيتية أيضًا باسم القومية السوفيتية.

## التجليات في الاتحاد السوفيتي
أكد ستالين على الوطنية الاشتراكية السوفييتية المركزية التي نادت بوحدة الشعب السوفيتي، واعتبرت الشعب الروسي «الشقيق الأكبر لسائر شعب الاتحاد السوفيتي». اندمجت الوطنية الاشتراكية السوفيتية مع القومية الروسية في أثناء الحرب العالمية الثانية لتُظهرا معًا أن الحرب ليست فقط صراعًا بين الشيوعيين والفاشيين، بل هي صراع من أجل البقاء الوطني. تلاقت مصالح الاتحاد السوفيتي والأمة الروسية في أثناء الحرب، ونتيجة لذلك تبنت حكومة ستالين الأبطال التاريخيين والرموز التاريخية الخاصة بروسيا، وأسست تحالف حكم الأمر الواقع مع الكنيسة الروسية الأرثوذكسية. وصفت حكومة الاتحاد السوفيتي الحرب بأنها حرب على الجبهة الشرقية. أصبحت القومية متأصلة في تكوين أيدولوجية الاتحاد السوفيتي بعد انتهاء الحرب. عانت الجنسيات التي اُعتبرت «غير موثوقة» من الاضطهاد وأُجريت عمليات ترحيل خطرة على نطاق واسع في اثناء الحرب العالمية الثانية.
غير نيكيتا خروتشوف سياسات حكومة الاتحاد السوفيتي مخالفًا بذلك نهج ستالين في اعتماده على القومية الروسية. روج خروتشوف لفكرة اعتبار شعب الاتحاد السوفيتي عالٍ على طور الأمة، وتبني الاتحاد تلك السياسة بعد عام 1961. لم يعنِ ذلك فقدان المجموعات العرقية الفردية لهويتها المنفصلة أو طمس تلك الهوية، بل هدف إلى تعزيز «التحالف الأخوي» بين القوميات الذي لا يٌكترث فيه للاختلافات العرقية. أكد التعليم السوفيتي في الوقت ذاته على توجه الاتحاد السوفيتي نحو الأممية. ساور العديد من أبناء الاتحاد السوفيتي غير الروس الشكوك بأن هذه «السوفيتية» ما هي إلا غطاءً لمزيد من «الترويس»، وخاصةً أن تعلم اللغة الروسية أصبح جزءًا إلزاميًا من التعليم السوفيتي، وبسبب تشجيع الحكومة السوفيتية الروس على مغادرة روسيا والاستقرار في الجمهوريات السوفيتية الأخرى.
باءت الجهود لتحقيق هوية سوفيتية موحدة بالفشل الذريع بسبب المشاكل الاقتصادية في الاتحاد السوفيتي في السبعينات والثمانينات، ما أدي إلى نشوب موجة من مشاعر معاداة السوفيتية بين غير الروس والروس على حد السواء. قدم ميخائيل غورباتشوف نفسه على أنه وطني سوفييتي كرس نفسه لمعالجة التحديات الاقتصادية والسياسية التي تواجه البلاد، لكنه لم يتمكن من كبح جماح القومية العرقية الإثنية والطائفية المتزايدة، مع تفكك الاتحاد السوفييتي عام 1991.

## الوطنية الاشتراكية والقومية البرجوازية
فصل لينين في ظل الشيوعية العالمية التي تميزت بقوتها في ذلك الوقت الوطنية إلى البروليتاريا وفقًا لتعريفه، وهي الوطنية الاشتراكية من وجهة نظر القومية البرجوازية. روج لينين لحق جميع الشعوب في تقرير مصيرها وحق جميع العمال في التمتع بوحدة داخل الأمم، لكنه أدان أيضًا الشوفينية، وزعم أن هناك مشاعر فخر وطني مبررة وأخرى غير مبررة.
ندد لينين صراحةً بالقومية الروسية التقليدية باعتبارها «شوفينية روسية عظيمة»، وسعت حكومته إلى استيعاب المجموعات العرقية المتعددة في البلاد من خلال إنشاء جمهوريات ووحدات جمهورية فرعية لتزويد المجموعات العرقية غير الروسية بالحكم الذاتي والحماية من الهيمنة الروسية. سعى لينين أيضًا إلى الموازنة بين التمثيل العرقي في قيادة البلاد من خلال تعزيز مكانة المسئولين غير الروس في الحزب الشيوعي السوفيتي لمواجهة الحضور الكبير للروس في الحزب. لجأت الحكومة السوفييتية حتى في تلك الفترة المكبرة في بعض الأحيان إلى القومية الروسية عندما احتاجت إلى الدعم - وخاصة على الحدود السوفييتية في السنوات الأولى للاتحاد السوفييتي.
يشيع القول إن القومية الصينية الحديثة في الصين، خاصةً النسخة التي أقرها الحزب الشيوعي الصيني، مستوحاة من القومية السوفيتية.